# Laser trilobum
Espèce
Statut de conservation UICN

 VU  : Vulnérable
Laser trilobum, le Laser à trois lobes, est une espèce de plantes à fleurs de la famille des Apiacées. C'est une plante herbacée originaire d'Eurasie (incluant la France). 